# Police in Helicopter
Police in Helicopter («Полиция на вертолёте») — растаманская песня.

## История
Песня впервые вышла на одноимённой пластинке ямайского певца Джона Холта (англ.) в 1983 г. Автор таким образом отреагировал на давление, которому подвергалась Ямайка со стороны США, требовавших от её властей бороться с распространением наркомании и, в частности, уничтожать конопляные поля.

## Содержание
В начале песни перечисляются действия солдат и полиции, которые ищут конопляные заросли, чтобы истребить их. Затем автор взывает к совести этих людей, напоминая, что растаманы не вредят посевам растений, экспортируемых в Америку: бананов, кукурузы и ямайского перца. В припеве возмущённые любители «травы» угрожают истребить посевы сахарного тростника, если власти продолжат поджигать конопляные поля.

## Влияние
Песню в разное время исполняли ямайский регги-музыкант Eek-a-Mouse, французские панки Burning Heads (фр.), венгерские руд-бои Pannonia Allstars Ska Orchestra (венг.), бельгийский электронщик Dopefish и другие. Один из альбомов регги-группы Top Cat называется «Original Ses (Police In Helicopter)».
В 2008 под названием «Police in Helicopter» вышел совместный мини-альбом шведского дансхолльщика Million Stylez (шв.) и англичанина Mr.Williamz, работающего в том же стиле. На нём первый представил кавер-версию песни, а второй — свою композицию «Babylon In Helicopter», само название которой объединяет холтовскую тематику с Вавилоном из растафарианской мифологии.
Существует одноимённый лейбл, выпустивший ряд сборников с аббревиатурой PIH в названии.
В саундтреке видеоигры «Grand Theft Auto IV: The Ballad of Gay Tony» песня использована в обработке Sizzla.